# Eduardo Kobra

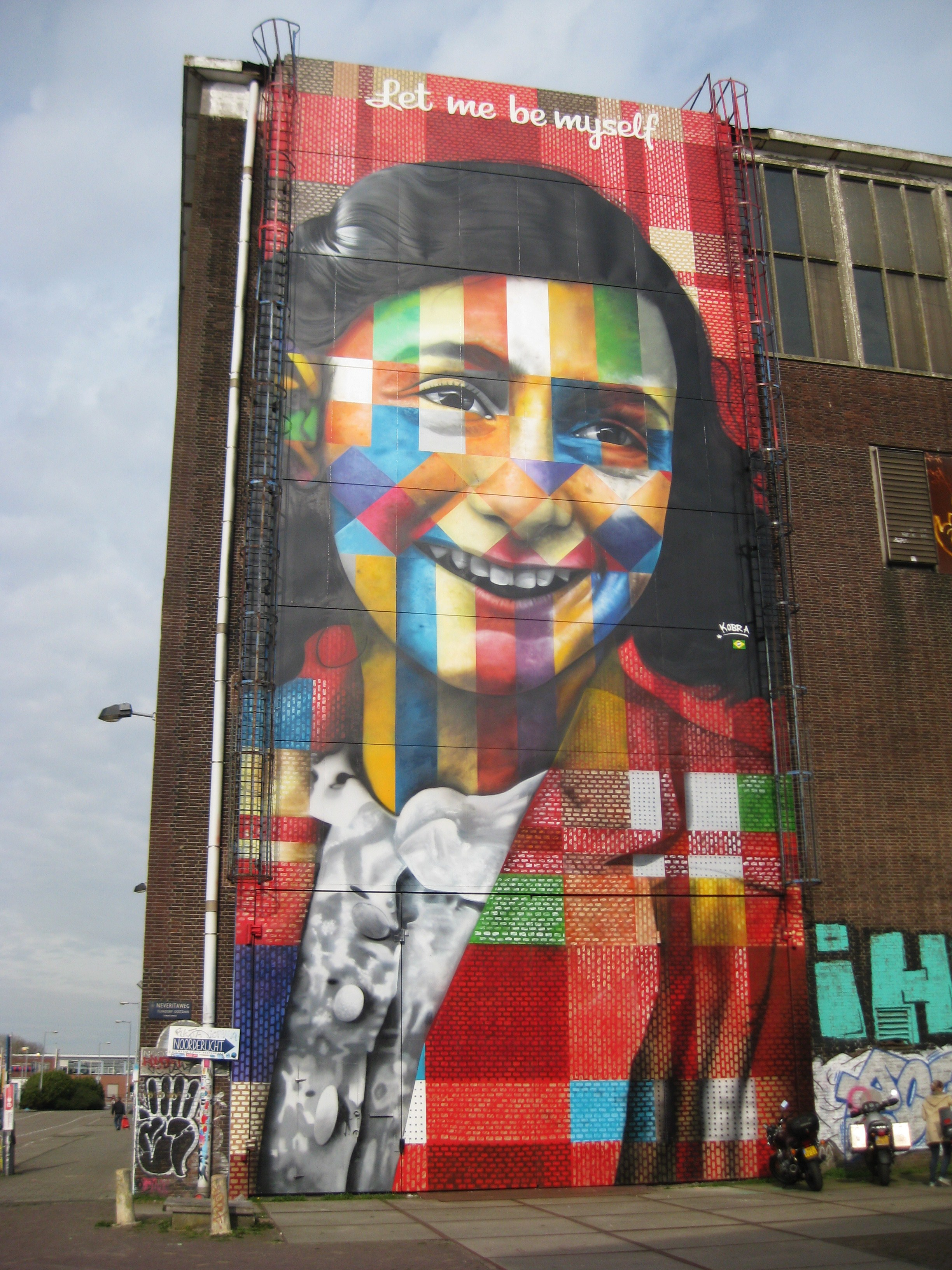
Anne Frank Kobra

Eduardo Kobra, nombre artístico de Carlos Eduardo Fernandes (São Paulo, 1 de enero de 1976) es un artista callejero brasileño, que comenzó oficialmente su carrera en 1987 a los 12 años, desde entonces, ha pintado diversos murales en cinco continentes diferentes.

## Breve reseña
Nacido en 1976 en Jardim Martinica, un barrio pobre en el sur de São Paulo, autodidacta, Kobra comienza a dibujar en las paredes escondido, como artista de grafiti. En la década de 1990 realiza carteles e imágenes decorativas para diversas compañías y agencias de publicidad.Eduardo Kobra es un artista muy reconocido por sus obras.

## Obras
Su arte urbano comenzó a ganar visibilidad a principios del siglo XXI, en 2007 aparece por primera vez en los medios de comunicación debido al proyecto "Muro das Memórias", en el que rescata fotos antiguas de São Paulo y las reproduce en gran escala en varios lugares públicos y calles, presentando un estilo de grafiti diferente al que se extendía por la ciudad, este proyecto terminó convirtiéndose en su sello distintivo.
Una de sus obras más famosas es "O Beijo", realizada en 2012 en High Line en Nueva York, eliminada cuatro años después. Es una re interpretación colorida de la imagen realizada por la fotógrafo estadounidense Alfred Eisenstaedt (1898-1995) el 13 de agosto de 1945, cuando la gente salió a las calles para conmemorar el final de la Segunda Guerra Mundial.
En el marco de los Juegos Olímpicos de Río en 2016 desarrolla el mural de grafiti más grande del mundo, bajo el título de "Etnias", pintado para celebrar el evento, con 2.500 metros cuadrados.
En el proyecto "Olhar a Paz", Kobra retrata personalidades históricas que han luchado contra la violencia, para la difusión de una cultura de paz en todo el mundo, entre los que se destacan Mahatma Gandhi (1869-1948), Ana Frank (1929-1945), la activista paquistaní Malala Yousafzai (1997-) y el científico alemán Albert Einstein (1879-1955).
En sus obras están presentes temáticas como la paz, la diversidad y la no violencia, entre sus influencias artísticas se encuentran Banksy, Eric Grohe (1944), Keith Haring (1958-1990) y el mexicano Diego Rivera (1886-1957).